# Vanguard (sintetizador)
Vanguard é um software sintetizador VSTi e AU pelo alemão reFX editora independente, com sede em Colónia. Lançado em 2006, é um sintetizador analógico virtual com três osciladores, 32 formas de onda, até 10 vezes uníssono, um filtro com uma série de respostas de freqüência, delay e reverb e stereo padrão controlado portão ruído e arpejador, tornando este plugin útil entre os produtores de música de dança eletrônica.
A maioria das funções pode ser automatizado, como frequências de corte, ressonância, ADSR e LFO. Vanguard funciona com qualquer VST.
Este sintetizador é usado por muitos produtores de música electrónica de dança, no entanto não é tão prevalente como Nexus 2 ROM plugins do reFX. Na verdade, Nexus2 é assim chamado porque ele substituiu o pacote atualizado de 2007 para Vanguard chamado de "Nexus ROM" no início de 2008.